# أندرو مكدونالد
أندرو مكدونالد (15 يونيو 1981 في أستراليا - ) (بالإنجليزية: Andrew McDonald)‏ هو لاعب كريكت أسترالي. شارك مع منتخب أستراليا الوطني للكريكت. أما مع فريق رياضي، فقد لعب مع فريق فكتوريا للكريكت ورويال تشالنجرز بنغالور وفريق جنوب أستراليا للكريكت ‏ ونادي مقاطعة ليسترشاير للكريكت ‏ وMelbourne Renegades ‏ ودلهي كابيتالز وSydney Thunder ‏.

## وصلات خارجية
- أندرو مكدونالد على موقع إي آس بي آن كريك إنفو (الإنجليزية)